# Bernouville

Bernouville este o comună în departamentul Eure, Franța. În 1 ianuarie 2022 avea o populație de 317 de locuitori.